# Georges Pontier
Georges Paul Pontier (1 de maig de 1943, Lavaur, França) és un arquebisbe catòlic, teòleg, historiador de la literatura i professor francès. Fou ordenat sacerdot per a la diòcesi d'Albi el 1966. És l'actual arquebisbe metropolità de Marsella i president de la Conferència de Bisbes de França.

## Inicis i formació
Quan era jove descobrí la seva vocació religiosa i ingressà al seminari major d'Albi, on feu la seva formació eclesiàstica. Després se n'anà a Itàlia per completar-hi els estudis, i obtingué una llicenciatura en teologia a la Pontifícia Universitat Gregoriana de Roma. Quan tornà a França obtingué una maestria en història de la literatura moderna a la Universitat de Tolosa.

### Pastoral
El 3 de juliol del 1966 fou ordenat sacerdot per a la diòcesi d'Albi per l'aleshores bisbe Mn. Claude Dupuy.
Després de l'ordenació treballà com a professor, director espiritual i rector al seminari de Saint-Sulpice-la-Pointe, a més fou vicari arxipreste de la Catedral de Santa Cecília d'Albi i més tard vicari episcopal.

## Carrera episcopal
El 2 de febrer del 1988 ascendí a l'episcopat, quan fou nomenat pel papa Joan Pau II com a bisbe de la diòcesi de Digne, Riez i Sisteron. Va rebre la consagració episcopal el 20 de març a mans del cardenal-arquebisbe de Marsella, Mn. Robert-Joseph Coffy i dels seus co-consagrants el cardenal-arquebisbe d'Aix Mn. Bernard Panafieu i l'arquebisbe d'Albi Mn. Joseph Rabine.
El 5 d'agost del 1996 fou transferit com a bisbe de La Rochelle. Durant aquest temps, fins al 1999, presidí el comitè episcopal França-Amèrica Llatina i del 2001 al 2007 ha estat vicepresident i membre del Consell Permanent de la Conferència de Bisbes de França.
Actualment, des del 12 de maig del 2006, després d'haver estat nomenat pel papa Benet XVI, és el nou arquebisbe metropolità de l'arxidiòcesi de Marsella. En aquest càrrec succeeix el cardenal Bernard Panafieu, qui va renunciar després d'arribar al límit d'edat.
L'11 de juny prengué possessió oficial d'aquesta seu i el 29 de juny a la Basílica de Sant Pere de Vaticà rebé el pal·li a mans del Summe Pontífex.
El 17 d'abril del 2013 fou elegit president en la conferència episcopal francesa, en succeir el cardenal André Vingt-Trois. El 9 de setembre del 2014 fou nomenat pel Papa Francesc com Pare Sinodal del Sínode Extraordinari de Bisbes sobre la Família, que fou presidit i convocat pel Summe Pontífex i tingué lloc entre els dies 5 i 19 d'octubre al Vaticà.